# Polissena (nome)
Polissena  è un nome proprio di persona italiano femminile.

## Varianti
- Maschili: Polisseno

### Varianti in altre lingue
- Francese Polyxène
- Greco antico: Πολύξενη (Polyxene)[1]
  - Maschili: Πολύξενος (Polyxenos)
- Inglese Polyxena
- Latino: Polyxena[1]
- Polacco: Poliksena
- Spagnolo Políxena
- Tedesco Polyxena

## Origine e diffusione

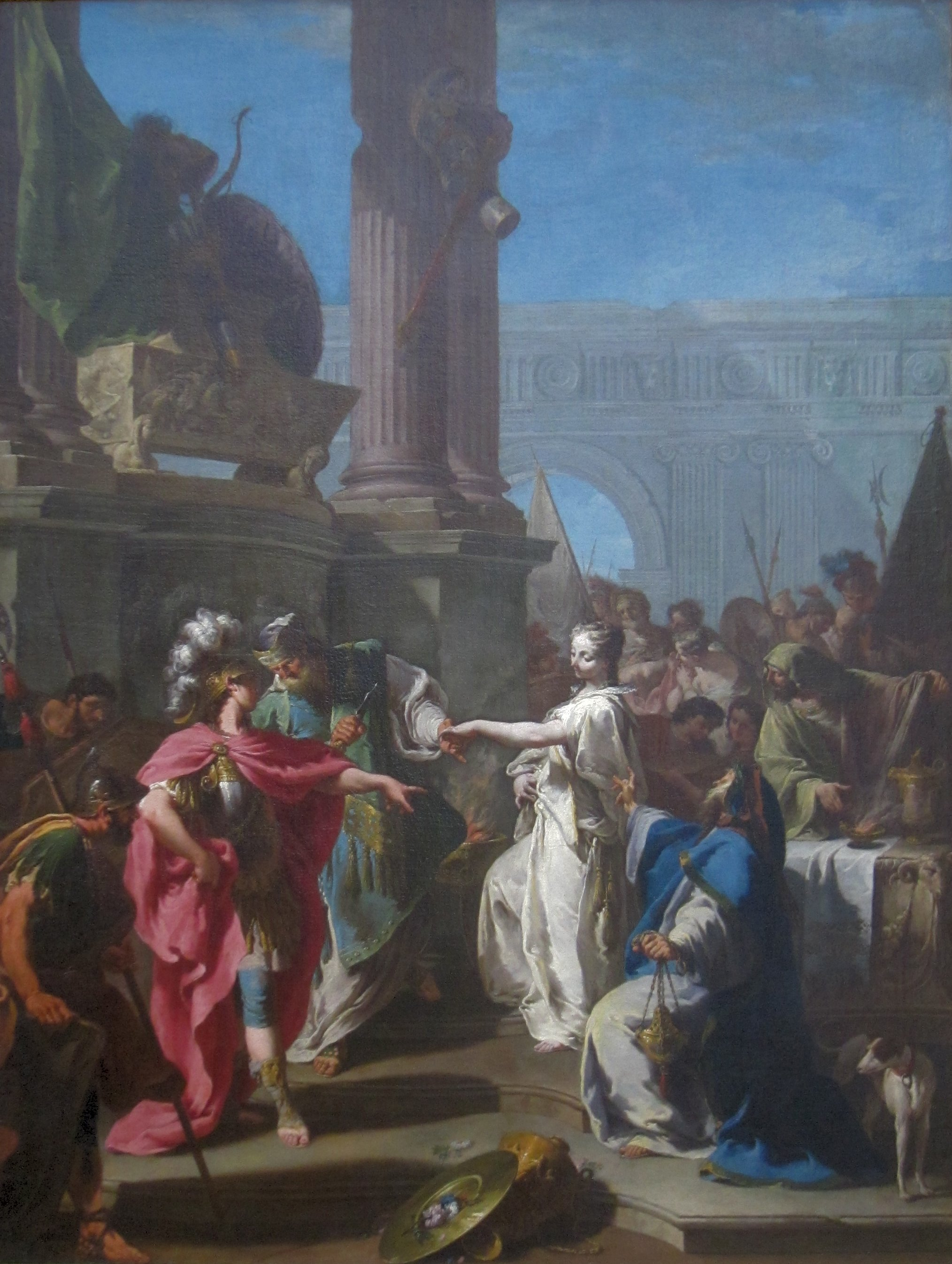
Il sacrificio di Polissena, di Giovanni Battista Pittoni

È un nome di tradizione mitologica, ripreso dal personaggio di Polissena, figlia di Priamo e di Ecuba, amata da Achille e uccisa da Neottolemo, protagonista di alcune tragedie. La forma maschile è portata da Polisseno, personaggio dell'Iliade.
Continua il nome greco Πολυξενη (Polyxene), latinizzato in Polyxena. È composto da πολλοι (polloi, "molti") e ξενοι (xenoi, "stranieri", da cui anche Xenia), e può quindi significare "molti stranieri" o "molto straniera". Il secondo elemento può anche essere interpretato come "ospitale" (si veda Xenia (antica Grecia)), dando al nome il significato di "molto ospitale".

## Onomastico
L'onomastico si può festeggiare il 23 settembre in memoria di Polissena, vergine e santa spagnola.

## Persone

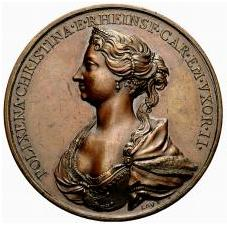
Polissena d'Assia-Rheinfels-Rotenburg

- Polissena d'Assia-Rheinfels-Rotenburg, moglie di Carlo Emanuele III di Savoia
- Polissena Ruffo, principessa calabrese
- Polissena Sforza, moglie di Francesco Sforza

## Il nome nelle arti
- Polissena è la fanciulla protagonista della commedia umanistica La Poliscena (1433), del vercellese Leonardo Della Serrata.
- Polissena è la protagonista del romanzo di Bianca Pitzorno Polissena del Porcello (1993).